# Joseph Miroslav Weber
Pour les articles homonymes, voir Weber.
Joseph Miroslav Weber (Prague, 9 novembre 1854 - Munich, 1er janvier 1906) est un compositeur, violoniste et organiste tchèque.

## Biographie
Weber étudie le violon et l'orgue à Prague. En 1873, il est engagé à la chapelle de la cour de Sondershausen. En 1875, il devient premier violon à Darmstadt. De 1883 à 1889, il est directeur musical à la chapelle royale de Wiesbaden. En 1894, il est engagé au Hoforchester de Munich, où il est premier violon à partir de 1901.
En 1898, il gagne le premier prix lors d'un concours organisé par la société de musique de chambre de Prague pour son quintette en ré majeur pour deux violons, deux violoncelles et un alto.

## Sources
- (de) Cet article est partiellement ou en totalité issu de l’article de Wikipédia en allemand intitulé « Joseph Miroslav Weber » (voir la liste des auteurs).